# Bgee
Bgee è un database che raccoglie dati di espressione genica, gestito e aggiornato dall'Istituto Svizzero di Bioinformatica e dall'Università di Losanna. Tutti i dati sono stati generati da studi scientifici indipendenti e sono stati sottoposti a controllo manuale, sia a partire da approcci più classici come EST, microarray, ibridazione in situ, sia a partire da tecnologie più innovative, come il sequenziamento dell'RNA (RNA-seq) e il sequenziamento dell'RNA a livello di singola cellula (scRNA-seq).
L'espressione genica è misurata da diverse specie di animali, solo a partire da individui sani, che non sono affetti da nessun tipo di patologia (di cosiddetto fenotipo wild-type) e che non sono stati sottoposti a nessun tipo di trattamento o manipolazione genetica (nessun knock-out). In aggiunta, sono integrate anche informazioni di origine evolutiva comune dei geni e degli organi.
Attraverso Bgee è possibile consultare, scaricare e confrontare l'espressione genica di geni provenienti da più specie per sapere dove un qualsiasi gene sia espresso, permettendo vaste applicazioni di ricerca, nel campo dell'oncologia, dell'agricoltura e dell'evoluzione. Il database è in grado di quantificare la presenza o assenza di espressione di un gene o la differenza significativa di espressione per il confronto selezionato, potendo scegliere di impostare la ricerca in base al gene, all'organo, al tessuto, alla tipologia cellulare o allo stadio di sviluppo desiderato.
Bgee fa parte del network delle Global Core Biodata Resources ed è una risorsa interoperabile raccomandata dal consorzio ELIXIR per supportare le attività nella ricerca scientifica, ispirate ai principi FAIR.